# Insuffizienz
Insuffizienz (von lateinisch insufficientia von sufficere ‚genügen‘) bedeutet Unzulänglichkeit, Unfähigkeit oder Schwäche. Das Gegenteil ist die Suffizienz.
Der Begriff findet insbesondere in der Medizin Verwendung für die eingeschränkte Funktionsfähigkeit bzw. unzureichende oder unzulängliche Leistung(sfähigkeit) eines Organs oder Organsystems (z. B. Herz- oder Niereninsuffizienz). Die Insuffizienz ist die Funktionsschwäche oder die ungenügende Arbeitsleistung eines Organs.
Synonym wird auch der lateinische Begriff Insufficientia (z. B. Insufficientia cordis für die Herzinsuffizienz oder Insufficientia renis für die Niereninsuffizienz) genutzt. Bei Herzklappen bezeichnet der Begriff ein unzureichendes Schließen (Undichtigkeit) der Klappe (zum Beispiel Aortenklappeninsuffizienz).
Die pluriglanduläre Insuffizienz hieß früher Falta-Syndrom (nach Wilhelm Falta, 1875–1950) oder auch Gougerotsches Syndrom (nach Claude Gougerot). Es ist eine multiple Blutdrüsensklerose, also eine pluriglanduläre Drüsenatrophie als Folge einer Infektionskrankheit, insbesondere Lues. Heute spricht man vom Simmonds-Sheehan-Syndrom, vom Morbus Addison oder vom erworbenen Myxödem.
Abgeleitete Begriffe sind zum Beispiel das Insuffizienzgefühl, das Insuffizienzgeräusch (beim Herzfehler), der Insuffizienzneurotiker, das terminale extrapyramidale Insuffizienzsyndrom, die venöse Insuffizienzwelle und die Insuffizienzzyste (Geröllzyste).
Im Bereich der Chirurgie wird auch das Ausreißen von Operationsnähten (beispielsweise am Darm, an der Bauchdecke oder auch der Muskulatur) als Insuffizienz bezeichnet (Nahtinsuffizienz).
In der Rechtswissenschaft beschreibt Insuffizienz die Vermögenslage eines Schuldners, der nicht in der Lage ist, seine Gläubiger ausreichend zu befriedigen.